# فابيو لوريا
فابيو لوريا (بالإيطالية: Fabio Lauria)‏ (30 أغسطس 1986 بنابولي في إيطاليا - ) هو لاعب كرة قدم إيطالي في مركز الهجوم. لعب مع نادي بارما ونادي ريجيانا 1919 ونادي فينيزيا وFC Matera ‏ وASD Martina Calcio 1947 ‏ ونادي لوميتساني ونادي أريتسو وAC Cuneo 1905 ‏ وDelta Calcio Porto Tolle SSD ‏ ولانشانو كالتشيو 1920 ‏.

## وصلات خارجية
- فابيو لوريا على موقع قاعدة بيانات كرة القدم.إي يو (الإنجليزية)